# Pameatne, Borzna
Pameatne (în ucraineană Пам'ятне) este un sat în comuna Peci din raionul Borzna, regiunea Cernihiv, Ucraina.

## Demografie
Componența lingvistică a localității Pameatne
     Ucraineană (96,26%)
     Rusă (3,49%)
     Alte limbi (0,25%)
Conform recensământului din 2001, majoritatea populației localității Pameatne era vorbitoare de ucraineană (96,26%), existând în minoritate și vorbitori de rusă (3,49%).